# 2812 Scaltriti
2812 Scaltriti (1981 FN) là một tiểu hành tinh vành đai chính được phát hiện ngày 30 tháng 3 năm 1981 bởi E. Bowell ở Flagstaff (AM).